# Карчувка (Зволенський повіт)
Карчувка (пол. Karczówka) — село в Польщі, у гміні Зволень Зволенського повіту Мазовецького воєводства.
У 1975-1998 роках село належало до Радомського воєводства.